# Mai 2001
Portal Geschichte | Portal Biografien | Aktuelle Ereignisse | Jahreskalender | Tagesartikel

◄ |
20. Jahrhundert |
21. Jahrhundert

◄ |
1970er |
1980er |
1990er |
2000er
| 2010er | 2020er | 2030er | ►

◄ |
1997 |
1998 |
1999 |
2000 |
2001
| 2002 | 2003 | 2004 | 2005 | ►

◄ |
Februar 2001 |
März 2001 |
April 2001 |
Mai 2001 |
Juni 2001 |
Juli 2001 |
August 2001 |
►
Dieser Artikel behandelt tagesbezogene Nachrichten und Ereignisse im Mai 2001.

## Tagesgeschehen

### Dienstag, 1. Mai 2001
- Brühl/Deutschland: Als ein Großfeuer im Freizeitpark Phantasialand die „Grand Canyon Bahn“, die „Gebirgsbahn“ und das „Tanagra Theater“ verwüstet, ziehen sich 70 Personen Verletzungen zu.[1]

### Donnerstag, 3. Mai 2001
- Goma/DR Kongo: Auf dem Kiwusee kentert die Fähre MV Musaka. Aufgrund unklarer Passagierzahlen wird die Zahl der Todesopfer auf bis zu 150 Personen geschätzt.[2]

### Freitag, 4. Mai 2001
- Düsseldorf/Deutschland: Die Delegierten des Parteitags der FDP wählen Guido Westerwelle zum Nachfolger Wolfgang Gerhardts im Amt des Parteivorsitzenden.[3]

### Sonntag, 6. Mai 2001
- Sāri/Iran: Das Dach des Mottaqi-Stadions kollabiert während der Fußballbegegnung zwischen dem FC Persepolis und dem Shamoushak Noshahr F.C. Bei dem Unglück sterben 15 Menschen und mehr als 100 Personen werden verletzt.[4]

### Dienstag, 8. Mai 2001
- Washington, D.C./Vereinigte Staaten: Die Weltbank nimmt die Bundesrepublik Jugoslawien als Mitglied auf.[5]

### Mittwoch, 9. Mai 2001
- Accra/Ghana: Bei einer Massenpanik im größten Fußballstadion der Stadt sterben 127 Menschen.
- Amman/Jordanien: Das Parlament ratifiziert das Freihandelsabkommen zwischen Jordanien und den Vereinigten Staaten. Das amerikanische Parlament wird seine Zustimmung voraussichtlich noch in diesem Jahr geben.[6]

### Freitag, 11. Mai 2001
- Straßburg/Frankreich: Der Europäische Gerichtshof für Menschenrechte stellt fest, dass der Norden Zyperns lediglich vom Staat Türkei als selbstständige Einheit angesehen wird und ein Beitritt Zyperns zur Europäischen Union daher juristisch das gesamte Gebiet der Insel betreffen würde.[7]
- Die Portugiesischsprachige Wikipedia wird eingerichtet. Im Laufe der Jahre kommen mit mehr als 80 % die Mehrzahl der Wikipedia-Bearbeitungen aus Brasilien, gefolgt von etwa 9 % der Beiträge aus Portugal.[8]

### Samstag, 12. Mai 2001
- Kopenhagen/Dänemark: Tanel Padar, Dave Benton und ihre Begleitgruppe 2XL gewinnen im Parken-Stadion für Estland das Finale im 46. Grand Prix Eurovision de la Chanson.[9]

### Sonntag, 13. Mai 2001

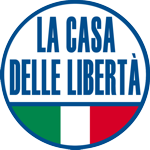
Mit „Casa delle Libertà“ kehrt Silvio Berlusconi in Italien zurück zur Macht

- Hannover/Deutschland: Die Tschechische Republik wird Eishockey-Weltmeister durch einen 3:2-Sieg gegen Finnland.[10]
- Rom/Italien: Das regierende Wahlbündnis Olivenbaum mit seinem Spitzenkandidaten Francesco Rutelli verfehlt bei den Parlamentswahlen deutlich die absolute Mehrheit der Sitze in der Abgeordnetenkammer. Das Bündnis Casa delle Libertà (deutsch Haus der Freiheiten), dessen stärkste Kraft die Partei Forza Italia unter Silvio Berlusconi ist, wird den nächsten Präsidenten des Ministerrats stellen.[11]
- Skopje/Mazedonien: Sechste Regierungsumbildung

### Dienstag, 15. Mai 2001
- Ohio/Vereinigte Staaten: Der teilweise mit flüssigen Gefahrgütern beladene Güterzug CSX 8888 rollt in fast zwei Stunden ohne Triebfahrzeugführer vom Stanley Yard bei Toledo bis ins 106 km entfernte Kenton, wo sich ein Eisenbahnmitarbeiter an dem Zug festhält, in diesen hineinspringt und ihn stoppen kann.[12]

### Mittwoch, 16. Mai 2001
- Dortmund/Deutschland: Der Liverpool FC gewinnt den Fußball-UEFA-Cup nach einem 5:4 nach Golden Goal im Finale gegen CD Alavés.[13]

### Donnerstag, 17. Mai 2001
- Wunsiedel/Deutschland: Die überraschende Aufhebung des Versammlungsverbots am Grab des Nationalsozialisten Rudolf Heß in Wunsiedel durch das Bayrische Verwaltungsgericht führt zum ersten Rudolf-Heß-Gedenkmarsch in der Kleinstadt seit zehn Jahren.[14]

### Samstag, 19. Mai 2001
- Hamburg/Deutschland: Der FC Bayern München wird Deutscher Fußballmeister 2001. Der FC Schalke 04 wird Meister der Herzen.
- Karlsruhe/Deutschland: Obwohl sich die Rote Armee Fraktion (RAF) 1998 offiziell auflöste, räumt der Generalbundesanwalt ein, dass die terroristische Vereinigung noch aktiv sein könnte. Speichelreste, die 1999 in Duisburg nach einem Überfall auf einen Geldtransporter gesichert wurden, verweisen laut einer Sprecherin der Anwaltschaft auf die RAF-Mitglieder Daniela Klette und Ernst-Volker Staub.[15]

### Sonntag, 20. Mai 2001
- Cannes/Frankreich: Der Film Das Zimmer meines Sohnes des italienischen Regisseurs Nanni Moretti wird bei den 54. Internationalen Filmfestspielen mit der Palme d’or ausgezeichnet.[16]

### Dienstag, 22. Mai 2001
- Budapest/Ungarn: Die Innenminister der MEPA-Staaten unterzeichnen die „Gemeinsame Erklärung“, welche die Struktur und die nächsten Schritte beim Aufbau der Mitteleuropäischen Polizeiakademie regelt.[17]
- Kabul/Afghanistan: Die Taliban erwägen, Hindus in Afghanistan zum Tragen einer Markierung zu verpflichten.

### Mittwoch, 23. Mai 2001

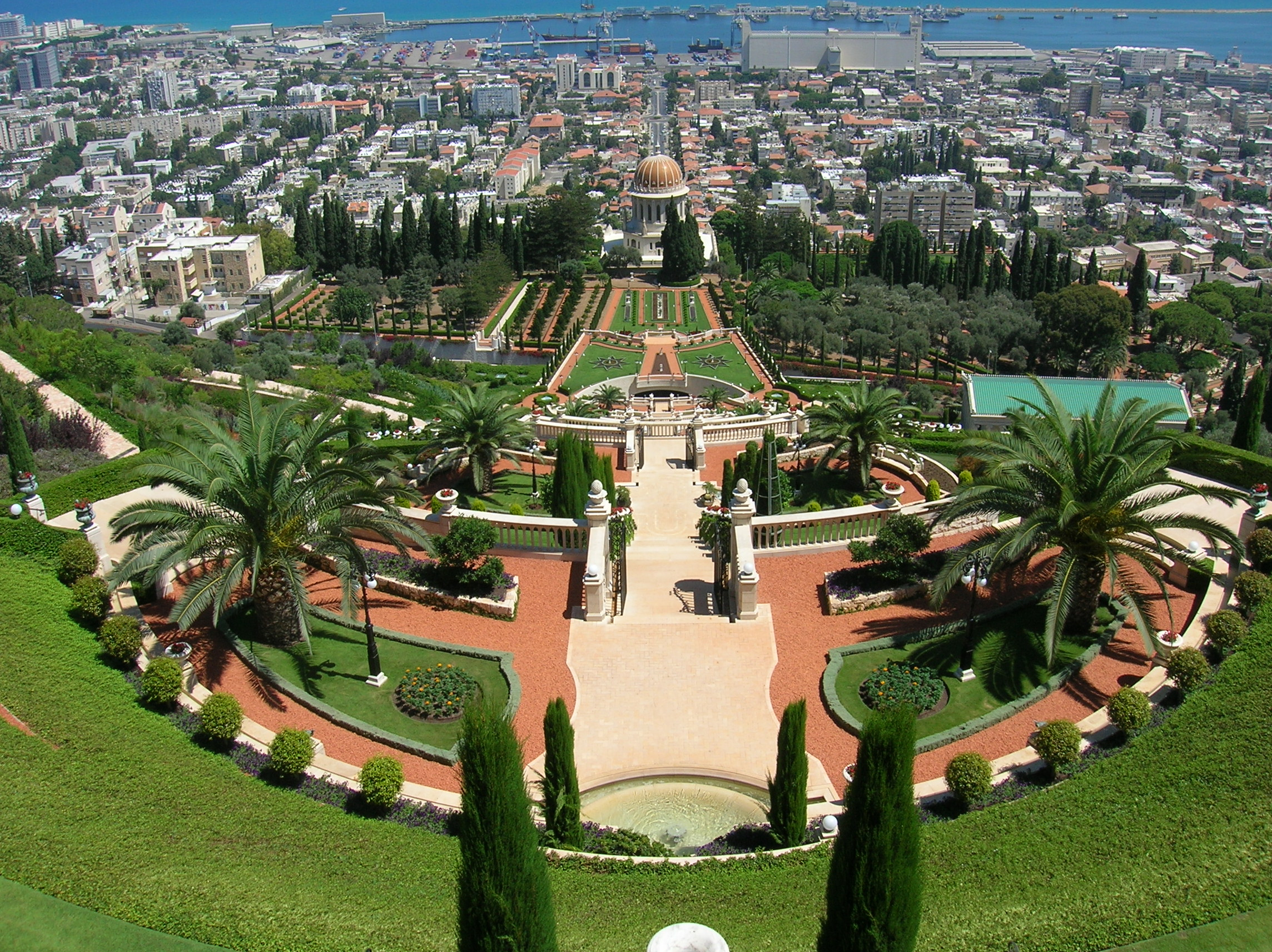
Die Hängenden Gärten der Bahai

- Bernried/Deutschland: Feierliche Eröffnung des Museums der Phantasie.
- Haifa/Israel: Feierliche Eröffnung der Hängenden Gärten der Bahai im Bahai-Weltzentrum.
- Tibet: Dem Franzosen Marco Siffredi gelingt als Erstem die vollständige Snowboard-Abfahrt vom Gipfel des Mount Everest ins Basislager.
- Mailand/Italien: Bayern München schlägt Valencia im Finale der UEFA Champions League mit 5:4 im Elfmeterschießen. Das Spiel findet vor rund 75.000 Zuschauern im Stadio Giuseppe Meazza statt.[18]

### Donnerstag, 24. Mai 2001
- Aachen/Deutschland: Der Karlspreis wird an den ungarischen Schriftsteller György Konrád übergeben. Die Verleiher würdigen u. a. dessen „herausragenden Verdienste als europäischer Humanist“.[19]
- Jerusalem/Israel: Beim Einsturz der Versailles-Halle im Stadtteil Talpiot sterben 23 Menschen einer Hochzeitsgesellschaft, weitere 356 Personen werden verletzt.[20]
- Wien/Österreich: Titelverteidiger FC Tirol Innsbruck ist offiziell Österreichischer Fußballmeister 2001.

### Samstag, 26. Mai 2001
- Berlin/Deutschland: Im Endspiel des DFB-Pokals im Olympiastadion Berlin feiert der FC Schalke 04 einen 2:0-Sieg gegen den Regionalligisten 1. FC Union Berlin.
- St. Gallen/Schweiz: Der Grasshopper Club Zürich ist offiziell Schweizer Fussballmeister 2001.

### Sonntag, 27. Mai 2001
- Wien/Österreich: Im Ernst-Happel-Stadion gewinnt der FC Kärnten gegen den FC Tirol Innsbruck das ÖFB-Cupendspiel mit 2:1 nach Verlängerung. Es ist der erste nationale Titel des Vereins.

### Montag, 28. Mai 2001
- Bangui/Zentralafrikanische Republik: Der ehemalige Staatspräsident André Kolingba unternimmt mit loyalen Teilen der Armee einen Putschversuch.[21]

### Dienstag, 29. Mai 2001
- Deutschland: Staatsbesuch von König Abdullah II. aus Jordanien.

## Weblinks

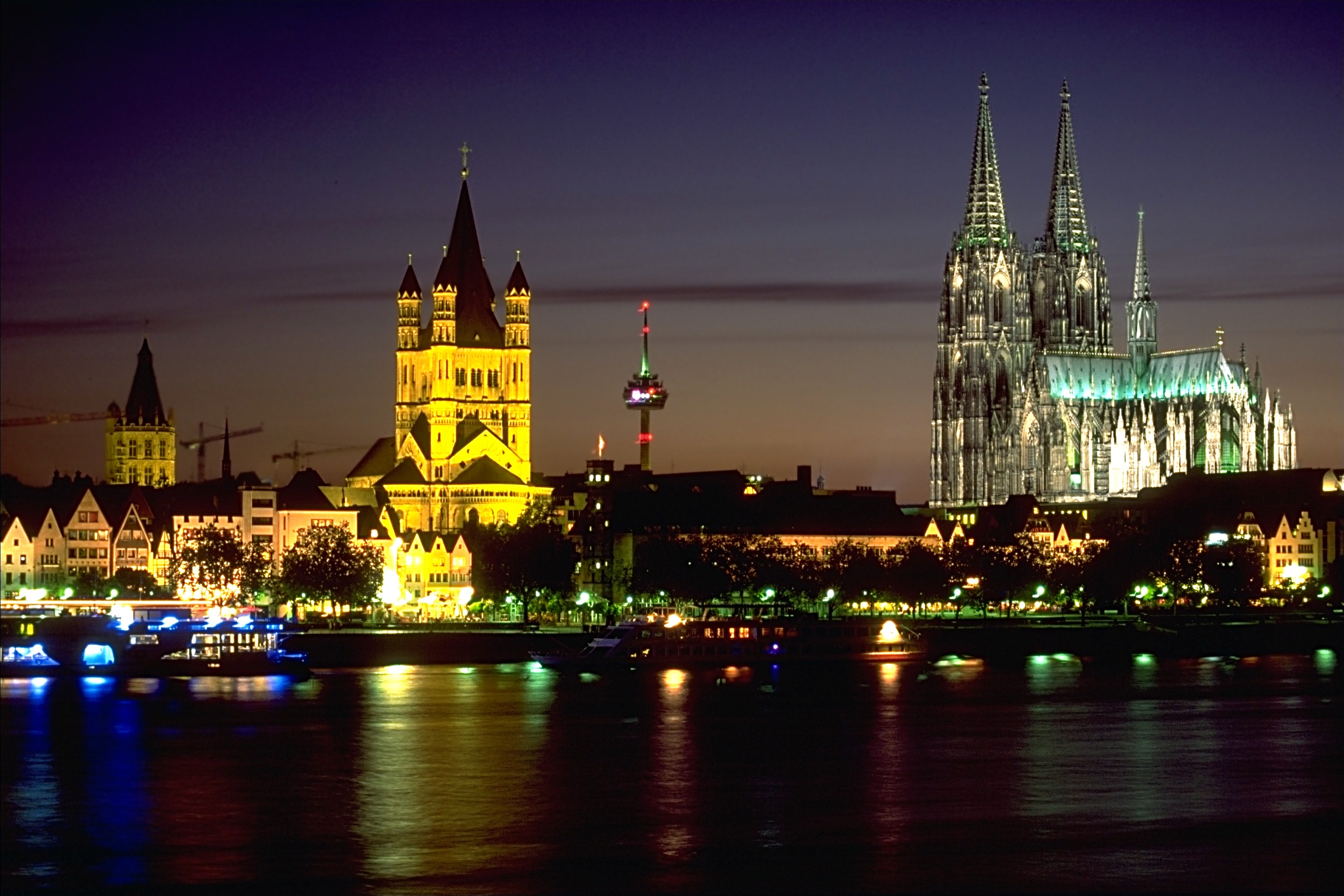
Köln im Mai 2001